# London Pepping
Der London Pepping ist ein frühreifender Winterapfel von hell- bis mittelgelber Farbe. Anfangs meist hellgrün, wird er erst später gelb und sonnenseits auf der Oberhälfte goldig bis rötlich. Gepflückt im Oktober, ist der Apfel von November bis März genussreif.
Die Sorte wird der Gruppe der Calville zugerechnet und zeichnet sich durch meist relativ kleine Früchte aus, die aber feinschmeckend und süß sind. Am Blütenansatz ist er deutlich gefurcht, weshalb er auch Five Crowned Pepping genannt wird.
Weitere Namen sind London Pippin, Englischer Calville, Werderscher oder Deutscher Calville, Grüner Calville.
Die Sorte stammt aus England und ist seit etwa 1580 überliefert. Der Baum benötigt guten Boden (z. B. Lehm), hat mittelstarken Wuchs und ist für Höhenlagen über 400 m geeignet.
Die Frucht ist mittelgroß, 6–7 cm hoch und 7–8 cm breit mit flachkantigem Querschnitt. Die Äpfel sind meist plattrund, können aber auch fast rund sein und besitzen die Kalvillform mit fünf deutlich hervortretenden Rippen. Die Schale ist glatt und fein, wirkt geschmeidig und etwas fettig. Typisch sind die zahlreichen kleinen Schalenpunkte von weißer, bisweilen roter Farbe.
Der Baum wurde früher oft als Spalier gezogen und war deshalb u. a. in österreichischen Kleingärten ein beliebter Obstbaum. Heute ist die Sorte auf Märkten und in Geschäften kaum mehr zu finden.

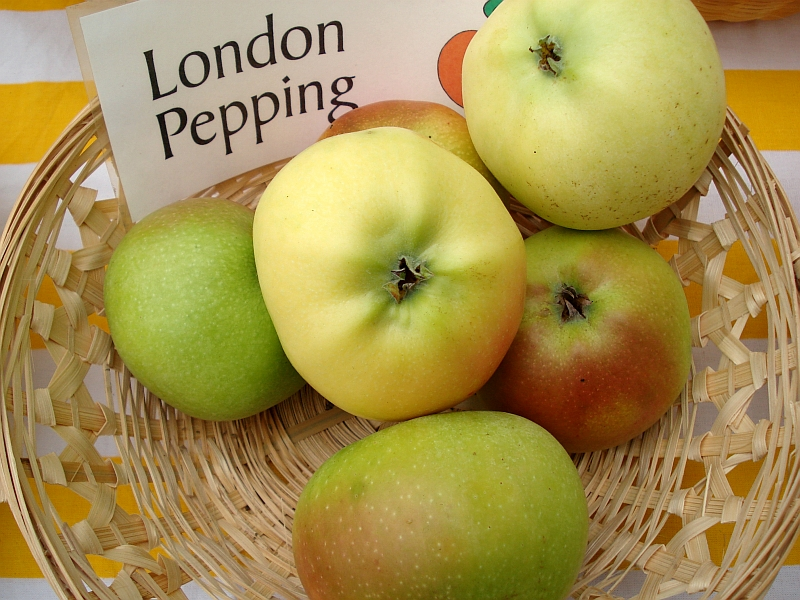
Sortenkorb mit London Pepping